# Raionul Tiraspol
Raionul Tiraspol (în rusă Тираспольский район) a fost un raion din RASS Moldovenească, apoi din RSS Moldovenească, care a existat de la 12 octombrie 1924 până la 21 iunie 1971.

## Istorie
Raionul Tiraspol a fost format în cadrul districtului Odesa, RSS Ucraineană, în anul 1923, dar, deja la 12 octombrie 1924, împreună cu alte raione, a fost transferat în proaspăt creata RASS Moldovenească.
La 2 august 1940, raionul a intrat în componența RSS Moldovenești ca raion cu subordonare republicană directă, fără a intra în componența vreunui județ al RSSM.
În anii 1941—1944, raionul a fost sub controlul autorităților române și a făcut parte din Guvernământul Transnistriei.
Din 31 ianuarie 1952 până la 15 iunie 1953, raionul Tiraspol împreună cu alte câteva raioane a intrat în componența districtului Tiraspol.
În iulie 1958, în legătură cu mărirea raioanelor Moldovei, în componența raionului Tiraspol au fost incluse teritorii ale raioanelor Slobozia și parțial Grigoriopol, care au fost desființate.
Printr-un decret al Prezidiului Sovietului Suprem al RSSM din 21 iunie 1971, raionul Tiraspol a fost lichidat și împărțit între raionele re-înființate Grigoriopol și Slobozia. Raionul Grigoriopol a primit satele Butor, Crasnogorca, Mălăiești, Speia, Tașlîc și Teiu, iar celelalte au fost transferate în raionul Slobozia. Orașul Tiraspol a devenit unitate administrativă independentă.

## Diviziuni administrative
La 1 ianuarie 1955, raionul Tiraspol conținea 13 soviete sătești: Blijnii Hutor, Vladimirovca, Zacrepostno-Slobodca, Calcatovo-Balcovca, Crasnogorca, Mălăiești, Andriașevca Nouă (Frunze), Novocotovsc (Pervomaisc), Parcani, Speia, Sucleia, Teiu și Tîrnauca.
În iunie 1959 în componența raionului au mai fost transferate 7 soviete sătești din defunctul raion Slobozia: Hlinaia, Corotna, Caragaș, Nezavertailovca, Slobozia-moldoveni, Slobozia-ruși și Cioburciu. Mai târziu, în cadrul raionului au fost transferate și satele Butor și Tașlîc din fostul raion Grigoriopol, dar și satele Chițcani și Copanca de pe malul drept al Nistrului, din fostul raion Bender.
La 1 aprilie 1968, raionul era compus dintr-un oraș (Tiraspol), o așezare de tip urban (Crasnoe) și 22 de sate: toate cele enumerate mai sus, cu excepția așezărilor Zacrepostno-Slobodca și Calcatovo-Balcovca care au fost înglobate de orașul Tiraspol.